# Lovaglás az 1932. évi nyári olimpiai játékokon
Az 1932. évi nyári olimpiai játékokon a lovaglásban hat versenyszámot rendeztek, de indulók hiányában a díjugratás csapatverseny elmaradt.

## Éremtáblázat
(A rendező ország csapata és a magyar érmesek eltérő háttérszínnel, az egyes számoszlopok legmagasabb értéke, vagy értékei vastagítással kiemelve.)
| Az 1932. évi nyári olimpiai játékok éremtáblázata lovaglásban | Az 1932. évi nyári olimpiai játékok éremtáblázata lovaglásban | Az 1932. évi nyári olimpiai játékok éremtáblázata lovaglásban | Az 1932. évi nyári olimpiai játékok éremtáblázata lovaglásban | Az 1932. évi nyári olimpiai játékok éremtáblázata lovaglásban | Olimpia  |
| ------------------------------------------------------------- | ------------------------------------------------------------- | ------------------------------------------------------------- | ------------------------------------------------------------- | ------------------------------------------------------------- | -------- |
|                                                               | Ország                                                        | Arany                                                         | Ezüst                                                         | Bronz                                                         | Összesen |
| 1.                                                            | Franciaország (FRA)                                           | 2                                                             | 1                                                             | 0                                                             | 3        |
| 2.                                                            | Egyesült Államok (USA)                                        | 1                                                             | 2                                                             | 2                                                             | 5        |
| 3.                                                            | Hollandia (NED)                                               | 1                                                             | 1                                                             | 0                                                             | 2        |
| 4.                                                            | Japán (JPN)                                                   | 1                                                             | 0                                                             | 0                                                             | 1        |
|                                                               |                                                               |                                                               |                                                               |                                                               |          |
| 5.                                                            | Svédország (SWE)                                              | 0                                                             | 1                                                             | 2                                                             | 3        |
|                                                               |                                                               |                                                               |                                                               |                                                               |          |
| Összesen                                                      | Összesen                                                      | 5                                                             | 5                                                             | 4                                                             | 14       |

## Érmesek
| Az 1932. évi nyári olimpiai játékok érmesei lovaglásban | | | |
| Versenyszám                                             | Arany | Ezüst | Bronz                                                                                                   |
| Díjlovaglás egyéni                                      | Xavier Lesage [Taine] · Franciaország (FRA)                                                                                   | Charles Marion [Linon] · Franciaország (FRA)                                                                          | Hiram Tuttle [Olympic] · Egyesült Államok (USA)                                                         |
| Díjlovaglás csapat                                      | Franciaország (FRA) · Xavier Lesage [Taine] · Charles Marion [Linon] · André Jousseaume [Sorelta]                             | Svédország (SWE) · Bertil Sandström [Kreta] · Thomas Byström [Gulliver] · Gustaf Adolf Boltenstern, Jr. [Ingo]        | Egyesült Államok (USA) · Hiram Tuttle [Olympic] · Isaac Kitts [American Lady] · Alvin Moore [Water Pat] |
| Díjugratás egyéni                                       | Nisi Takeicsi [Uranus] · Japán (JPN)                                                                                          | Harry Chamberlin [Show Girl] · Egyesült Államok (USA)                                                                 | Clarence von Rosen Jr. [Empire] · Svédország (SWE)                                                      |
| Díjugratás csapat                                       | Komplett csapatok hiányában elmaradt                                                                                          | Komplett csapatok hiányában elmaradt                                                                                  | Komplett csapatok hiányában elmaradt                                                                    |
| Lovastusa egyéni                                        | Charles Pahud de Mortanges [Ferdinand] · Hollandia (NED)                                                                      | Earl Foster Thomson [Jenny Camp] · Egyesült Államok (USA)                                                             | Clarence von Rosen Jr. [Sunnyside Maid] · Svédország (SWE)                                              |
| Lovastusa csapat                                        | Egyesült Államok (USA) · Earl Foster Thomson [Jenny Camp] · Harry Chamberlin [Pleasant Smiles] · Edwin Argo [Honolulu Tomboy] | Hollandia (NED) · Charles Pahud de Mortanges [Marcroix] · Karel Schummelketel [Duiveltje] · Aernout van Lennep [Henk] | Nem adták ki                                                                                            |